# Mezinárodní kynologická federace
Mezinárodní kynologická federace (FCI, francouzsky Fédération Cynologique Internationale) je mezinárodní organizace, která se zabývá plemeny psů a kynologií jako takovou. Má sídlo v Belgii, v městě Thuin.

## Historie
FCI byla založena 22. května 1911. Zakládající země vč. organizací byly:
- Německé císařství – Kartell für das Deutsche Hundewesen a Die Delegierten-Commission,
- Rakousko-Uhersko – Österreichische Kynologenverband,
- Belgie – Société Royale Saint-Hubert,
- Francie – Société Centrale Canine de France,
- Nizozemsko – Raad van Beheer op Kynologisch Gebied in Nederland.

Během I. světové války organizace zanikla, ovšem 10. dubna 1921 byla opět obnovena díky Société Centrale Canine de France a Société Royale Saint-Hubert.

## Současnost
Dnes má FCI 97 členských zemí (viz níže) a eviduje 356 plemen psů. Nad každým jednotlivým plemenem má patronát určitý členský stát, který sepisuje standard plemene. FCI je zodpovědná za překlad a doplňování. Standardy, stejně jako mezinárodní regule jsou k dispozici ve čtyřech jazycích (angličtina, španělština, němčina a francouzština). Posudky plemen jsou založeny na těchto standardech.

## Plemena
Všechna plemena psů jsou rozdělena do deseti skupin. Tyto skupiny jsou založeny na různých znacích, jako např. vzhled nebo využití plemene.
1. Plemena ovčácká, pastevecká a honácká
2. Pinčové, knírači, plemena molossoidní a švýcarští salašničtí psi
3. Teriéři
4. Jezevčíci
5. Špicové a tzv. primitivní plemena
6. Honiči a barváři
7. Ohaři
8. Slídiči, retrívři a vodní psi
9. Plemena společenská
10. Chrti

## Členové FCI
Přehled jednotlivých členských zemí řazeno abecedně dle kontinentů.
| Země                   | Název člena |
| Afrika                 | Afrika |
| ---------------------- | --- |
| Jižní Afrika           | Kennel Union of Southern Africa                                                                                  |
| Maroko                 | Société Centrale Canine Marocaine                                                                                |
| Amerika                | |
| Argentina              | Federación Cinológica Argentina                                                                                  |
| Brazílie               | Confederaçao Brasileira de Cinofilia                                                                             |
| Dominikánská republika | Federación Canina Dominicana Archivováno 30. 11. 2014 na Wayback Machine.                                        |
| Ekvádor                | Asociación Ecuatoriana de Registros Caninos                                                                      |
| Guatemala              | Asociación Canofila Guatemalteca Archivováno 6. 5. 2018 na Wayback Machine.                                      |
| Honduras               | Asociación Canófila de Honduras                                                                                  |
| Chile                  | Kennel Club de Chile                                                                                             |
| Kolumbie               | Asociación Club Canino Colombiano                                                                                |
| Kostarika              | Asociación Canófila Costarricense                                                                                |
| Kuba                   | Federación Cinológica de Cuba                                                                                    |
| Mexiko                 | Federación Canófila Mexicana                                                                                     |
| Nikaragua              | Asociación Canina Nicaraguense                                                                                   |
| Panama                 | Club Canino de Panamá Archivováno 17. 8. 2018 na Wayback Machine.                                                |
| Paraguay               | Paraguay Kennel Club                                                                                             |
| Peru                   | Kennel Club Peruano                                                                                              |
| Portoriko              | Federación Canófila de Puerto Rico                                                                               |
| Salvador               | Asociación Canófila Salvadoreña                                                                                  |
| Uruguay                | Kennel Club Uruguayo                                                                                             |
| Venezuela              | Federación Canina de Venezuela Archivováno 14. 5. 2021 na Wayback Machine.                                       |
| Asie                   | |
| Bahrajn                | Bahrain Kennel Club                                                                                              |
| Čína                   | 中国光彩事业促进会犬业协会 – China Kennel Union                                                                  |
| Filipíny               | Philippine Canine Club                                                                                           |
| Indie                  | Kennel Club of India Archivováno 28. 4. 2021 na Wayback Machine.                                                 |
| Indonésie              | Perkumpulan Kinologi Indonesia                                                                                   |
| Izrael                 | ההתאחדות הישראלית לכלבנות – Israel Kennel Club                                                                   |
| Japonsko               | ジャパンケンネルクラブ – Japan Kennel Club                                                                       |
| Jižní Korea            | 개인정보취급방침 – Korea Kennel Federation                                                                       |
| Malajsie               | Malaysian Kennel Association                                                                                     |
| Pákistán               | Kennel Club of Pakistan                                                                                          |
| Singapur               | Singapore Kennel Club                                                                                            |
| Thajsko                | สมาคมพัฒนาพันธุ์สุนัข (ประเทศไทย) – The Kennel Association of Thailand                                                 |
| Tchaj-wan              | 台灣畜犬協會 – Kennel Club of Taiwan                                                                             |
| Evropa                 | |
| Ázerbájdžán            | Azərbaycan Respublikası Kinoloqlar İctimai Birliyi – Kennel Union of the Republic of Azerbaijan                  |
| Belgie                 | Union Royale Cynologique Saint Hubert                                                                            |
| Bělorusko              | Белорусское Кинологическое Объединение – Belorussian Cynological Union                                           |
| Bosna a Hercegovina    | Kinološki Savez u Bosni i Hercegovini                                                                            |
| Bulharsko              | Българска Републиканска Федерация по Кинология – Bulgarian Republican Federation of Cynology                     |
| Česko                  | Českomoravská kynologická unie                                                                                   |
| Dánsko                 | Dansk Kennel Klub                                                                                                |
| Estonsko               | Eesti Kennelliit Archivováno 13. 3. 2008 na Wayback Machine.                                                     |
| Finsko                 | Suomen Kennelliitto – Finska Kennelklubben                                                                       |
| Francie                | Société Centrale Canine pour l'Amélioration des Races de Chiens en France                                        |
| Gibraltar              | Gibraltar Kennel Club                                                                                            |
| Chorvatsko             | Hrvatski Kinoloski Savez                                                                                         |
| Irsko                  | Irish Kennel Club                                                                                                |
| Island                 | Hundaræktarfélag Íslands                                                                                         |
| Itálie                 | Ente Nazionale della Cinofilia Italiana                                                                          |
| Kypr                   | Κυνολογικός Όμιλος Κύπρου – Cyprus Kennel Club                                                                   |
| Litva                  | Latvijas Kinoloģiskā Federācija                                                                                  |
| Lotyšsko               | Lietuvos Kinologų Draugija                                                                                       |
| Lucembursko            | Fédération Cynologique Luxembourgeoise                                                                           |
| Maďarsko               | Magyar Ebtenyésztők Országos Egyesületeinek Szövetsége                                                           |
| Malta                  | Malta Kennel Club Archivováno 12. 3. 2008 na Wayback Machine.                                                    |
| Moldavsko              | Кинологический Союз Молдовы – Uniunea Chinologică din Moldova                                                    |
| Monako                 | Société Canine de Monaco                                                                                         |
| Německo                | Verband für das Deutsche Hundewesen                                                                              |
| Nizozemsko             | Raad van Beheer op Kynologisch Gebied in Nederland                                                               |
| Norsko                 | Norsk Kennel Klub                                                                                                |
| Polsko                 | Związek Kynologiczny w Polsce                                                                                    |
| Portugalsko            | Clube Português de Canicultura                                                                                   |
| Rakousko               | Österreichischer Kynologenverband                                                                                |
| Rumunsko               | Asociația Chinologică Română                                                                                     |
| Rusko                  | Российская Кинологическая Федерация – Russian Kynological Federation Archivováno 20. 1. 2021 na Wayback Machine. |
| Řecko                  | Κυνολογικός Ομιλος Ελλάδος – Kennel Club of Greece                                                               |
| San Marino             | Kennel Club San Marino                                                                                           |
| Severní Makedonie      | Кинолошки сојуз на Република Македонија – Kennel Association of Republic of Macedonia                            |
| Slovensko              | Slovenská Kynologická Jednota                                                                                    |
| Slovinsko              | Kinološka zveza Slovenije                                                                                        |
| Srbsko                 | Kinološki savez Republike Srbije                                                                                 |
| Španělsko              | Real Sociedad Canina de España                                                                                   |
| Švédsko                | Svenska Kennelklubben                                                                                            |
| Švýcarsko              | Société Cynologique Suisse                                                                                       |
| Turecko                | Köpek Irklari ve Kinoloji Federasyonu                                                                            |
| Ukrajina               | Кінологічна Спілка України – Ukrainian Kennel Union                                                              |